# Oryctes forceps
Oryctes forceps är en skalbaggsart som beskrevs av Roger Paul Dechambre 1980. Oryctes forceps ingår i släktet Oryctes och familjen Dynastidae. Inga underarter finns listade i Catalogue of Life.